# Bonaspeia pravipila
Bonaspeia pravipila är en insektsart som beskrevs av Davies 1987. Bonaspeia pravipila ingår i släktet Bonaspeia och familjen dvärgstritar. Inga underarter finns listade i Catalogue of Life.